# Château de Savigny-sur-Grosne
Pour les articles homonymes, voir Château de Savigny.
Le château de Savigny-sur-Grosne est situé sur la commune de Savigny-sur-Grosne en Saône-et-Loire, au sommet d'une butte dominant la vallée.

## Description
Le château a vraisemblablement été bâti au XIIIe siècle, puis remanié au XVIe siècle. Sa structure générale est encore lisible dans les pans de murs et bases de tours qui subsistent : il s'agit d'un grand quadrilatère cantonné de grosses tours rondes. Il semble que l'entrée, précédée d'un fossé, était située au nord, entre deux gros pavillons, de plan presque carré, appuyés à la courtine. Le pavillon situé à l'ouest de cette entrée est percé de grandes fenêtres à meneau et croisillon et flanqué, dans l'angle qu'il forme avec la courtine, d'une petite tour rectangulaire renfermant un escalier à vis auquel on accède par une porte dont le linteau, orné d'un arc trilobé, porte des traces d'un écusson peint. Un escalier à plafond peint, encore cité au début du XXe siècle, semble avoir disparu dans l'effondrement des planchers intérieurs du pavillon.
Des maisons de style mâconnais, avec galerie à l'étage, s'appuient à l'extérieur des courtines ouest et sud. 
Le château, propriété privée, ne se visite pas.

## Historique
- 1560 : l'histoire connue de ce château commence par une reprise de fief par Antoine de Colombier
- 1669 : le nom de la maison forte réapparaît lorsque François Michel Le Tellier de Louvois effectue à son tour une reprise de fief, le domaine lui ayant vraisemblablement été apporté par son épouse, Anne de Souvré
- 1679 : Magdeleine Charlotte le Tellier de Louvois, sœur du précédent, apporte en dot le domaine à François de La Rochefoucauld
- 1725 : Émilie de La Rochefoucauld, fille du précédent, apporte en dot le domaine à Charles-Emmanuel de Crussol, duc d'Uzès
- 1755 : la propriété échoit à Charlotte-Émilie de Crussol d'Uzès, fille des précédents
- 1758 : celle-ci épouse Louis-Marie-Bretagne de Rohan-Chabot, duc de Rohan
- époque révolutionnaire : cette succession de propriétaires prestigieux, qui ont fait gérer leur terre sans jamais y résider, finit par devenir néfaste au château, laissé à l'abandon
- XIXe siècle : la propriété est morcelée entre plusieurs propriétaires qui y aménagent des logements, des granges et des remises

Armes des Le Tellier
Armes des La Rochefoucauld
Armes des Crussol d'Uzès
Armes des Rohan-Chabot